# Взятие Рима
Взятие Рима (20 сентября 1870 года) — завершающее событие процесса объединения Италии в XIX веке.

## Предыстория

### Вторая война за независимость Италии
Во время Второй войны за независимость Италии большая часть Папской области была захвачена сардинской армией. В марте 1861 года было создано королевство Италия, и 27 марта 1861 года первый итальянский парламент, собравшийся в Турине, провозгласил Рим столицей Италии. Однако итальянское правительство не могло перебраться в Рим, так как он продолжал оставаться под властью папства; гарантией папской власти над Римом служил размещённый там французский гарнизон.

### Франко-прусская война
В июле 1870 года началась Франко-прусская война, и в начале августа Наполеон III отозвал французские войска из Рима. Причиной этому была не столько нужда в солдатах на театре военных действий, сколько боязнь спровоцировать итальянцев на выступление против Франции. В случившейся ранее австро-прусской войне Италия воевала в союзе с Пруссией, и в итальянском обществе были сильны пропрусские и антифранцузские настроения. Поэтому присутствие французского гарнизона на земле, которую итальянцы считали своей, могло послужить катализатором для вступления Италии в войну на стороне Пруссии.
После вывода французского гарнизона итальянская общественность начала требовать от правительства занятия Рима. Однако Рим формально оставался под французской защитой, и потому занятие Рима могло быть расценено Францией как повод для вступления в войну на стороне Пруссии, и потому итальянское правительство не спешило провоцировать Наполеона III. Ситуация радикально изменилась, когда в результате сражения при Седане французская армия во главе с императором оказалась в прусском плену. Было очевидно, что власти новой Французской республики не будут иметь ни желания, ни сил для обострения отношений с итальянцами ради защиты интересов Папы.

### Письмо Папе
Чтобы дать возможность Папе «сохранить лицо», король Виктор Эммануил II отправил графа Густаво Понца ди Сан-Мартино с личным посланием Пию IX, предлагая организовать мирное вступление итальянской армии в Рим под предлогом защиты понтифика. Однако Пий IX, получив 10 сентября письмо, отказался от королевского предложения, заявив графу:
Я не пророк, и не сын пророка, однако утверждаю, что вы никогда не войдёте в Рим!

## Взятие Рима

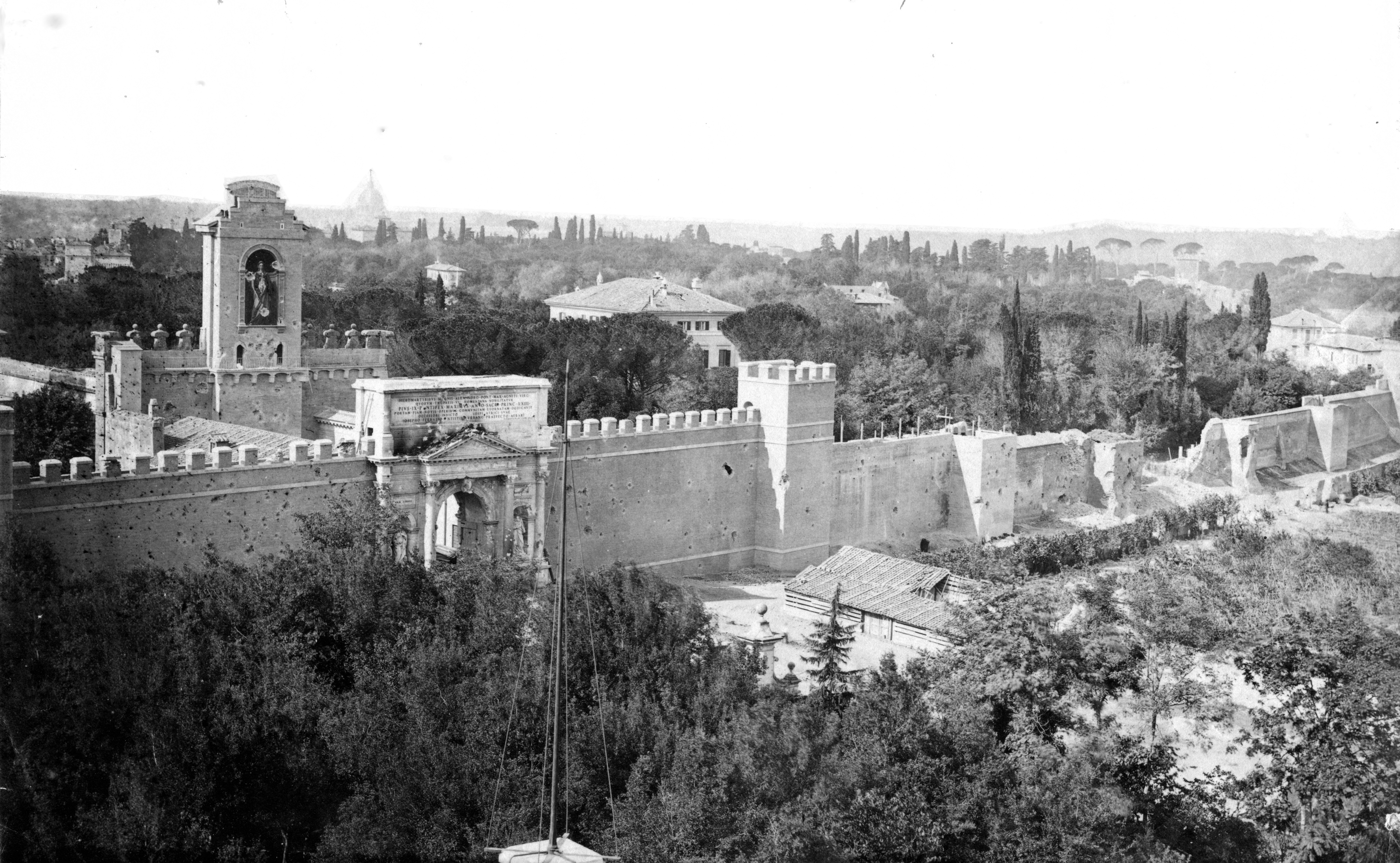
На фотоснимке 1870 года правее Порта Пиа видна брешь, через которую итальянские войска прошли в Рим

11 сентября 1870 года итальянская армия под командованием генерала Рафаэле Кадорна пересекла границу Папской области и начала медленное продвижение к Риму, рассчитывая, что удастся договориться о мирной сдаче города. Папские гарнизоны без боя оставили Орвието, Витербо, Алатри, Фрозиноне и другие опорные пункты в Лацио, и отошли в Рим.
Папские войска заняли стену Аврелиана, окружавшую Рим. Под командованием генерала Хермана Канцлера находилась Швейцарская гвардия, а также «Папские зуавы» — всего 13 157 человек. Итальянская армия, 19 сентября подошедшая к стене Аврелиана и начавшая осаду Рима, насчитывала порядка 50 тысяч человек. 20 сентября, после трёхчасового артобстрела, сардинские берсальеры вошли в Рим через пролом в стене в районе Порта Пиа. 21 сентября итальянские войска вошли в Леоград. При взятии Рима погибло 49 итальянских солдат и офицеров и 19 папских зуавов.

## Последствия
В течение многих лет римско-католическая церковь отказывалась признавать аннексию Папской области. «Римский вопрос» был разрешён лишь в 1929 году, когда в результате Латеранских соглашений Папа отказался от претензий на территории вне Ватикана.

## В кино
- «Берсальеры идут!» (Arrivano i bersaglieri) — режиссёр Луиджи Маньи (Италия, 1980).